# District franc fédéral de Hochmatt–Motélon
Le District franc fédéral de Hochmatt–Motélon est un district franc fédéral situé dans le canton de Fribourg. 
L'aire protégée est inscrite à l'Ordonnance du 30 septembre 1991 concernant les districts francs fédéraux. Il s'agit d'un des deux districts francs fédéraux situé dans le canton de Fribourg avec celui de la Dent de Lys, sur les quarante-deux que compte le territoire suisse.

## Situation
L'aire protégée est située au sud de la route Charmey-Jaun. Elle s'étend sur les communes de Val-de-Charmey, Jaun, Bas-Intyamon et Grandvillard. Elle englobe notamment la Hochmatt, le Riau du Gros-Mont ainsi que la chaîne de la Dent de Brenleire, de la Dent de Folliéran et du Vanil Noir.
Le district franc fait partie du territoire du Parc naturel régional Gruyère Pays-d'Enhaut.

## Histoire
L'aire protégée voit le jour dans les années 1880. Au cours des décennies, différentes lois fédérales se succèdent au sujet des districts francs fédéraux, jusqu'au texte actuel de l'Ordonnance du 30 septembre 1991 concernant les districts francs fédéraux.

## Description
La topographie de l'aire protégée est à l'origine de biotopes variés, avec des zones de forêts dans les parties inférieures, et des pâturages subalpins et alpins, des éboulis et des rochers en altitude.
Les alpages couvrent 38 % du territoire de la zone protégée.
De nombreuses espèces d’oiseaux, de mammifères et de reptiles y sont recensées. On peut notamment relever la présence du tétras lyre, du lagopède alpin, de la perdrix bartavelle ou encore de l’alouette des champs. Le loup y est parfois de passage, tandis que le lynx s'y est installé. Bouquetins, chamois et marmottes s'y rencontrent facilement. Les vipères péliade et aspic, menacées, sont aussi présentes.
La flore se compos notamment de nombreuses espèces d’orchidées dont l’orchis grenouille, l’orchis de Fuchs, l’orchis moucheron, la listère ovale, l’orchis mâle, l’orchis brûlé, l’orchis globuleux ou l’orchis pyramidal de Taney, laquelle est une espèce de priorité nationale élevée.